# Colin Gregory
 Colin John Gregory, né le 28 juillet 1903 à Beverley (Yorkshire de l'Est, Royaume-Uni) et décédé le 10 septembre 1959, est un joueur de tennis britannique. Il a notamment remporté l'Open d'Australie en 1929.

## Palmarès (partiel)

### Titre en simple messieurs
| No | Date       | Nom et lieu du tournoi             | Catégorie | Surface      | Finaliste           | Score              |          |
| -- | ---------- | ---------------------------------- | --------- | ------------ | ------------------- | ------------------ | -------- |
| 1  | 19-01-1929 | Australian Championships, Adélaïde | G. Chelem | Gazon (ext.) | Richard Schlesinger | 6-2, 6-2, 5-7, 7-5 | Parcours |

### Finales en double messieurs
| No | Date       | Nom et lieu du tournoi            | Catégorie | Surface      | Vainqueurs                  | Partenaire  | Score                     |          |
| -- | ---------- | --------------------------------- | --------- | ------------ | --------------------------- | ----------- | ------------------------- | -------- |
| 1  | 19-01-1929 | Australian Championships Adélaïde | G. Chelem | Gazon (ext.) | Jack Crawford Harry Hopman  | Ian Collins | 6-1, 6-8, 4-6, 6-1, 6-3   | Parcours |
| 2  | 24-06-1929 | The Championships Wimbledon       | G. Chelem | Gazon (ext.) | Wilmer Allison John Van Ryn | Ian Collins | 6-4, 5-7, 6-3, 10-12, 6-4 | Parcours |